# Fontanigorda
Fontanigorda (ligurisch Fontanegorda) ist eine kleine italienische Gemeinde in der Metropolitanstadt Genua mit 223 Einwohnern (Stand 31. Dezember 2023).

## Geographie

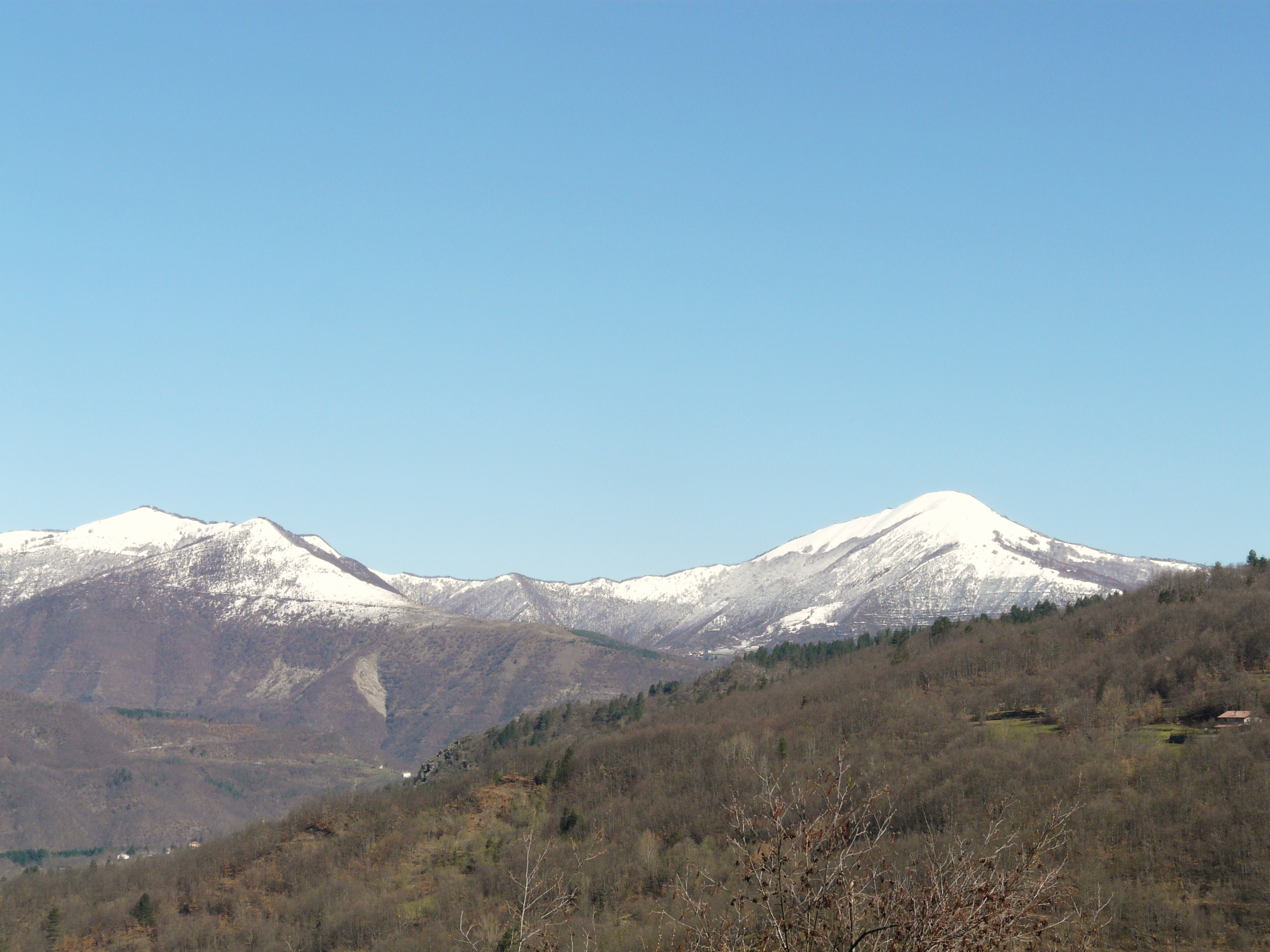
Landschaft bei Fontanigorda

Die Gemeinde liegt im Tal der Trebbia und gehört mit ihrem Territorium zur Berggemeinde Alta Val Trebbia. Traditionell gilt Fontanigorda als der Urlaubsort der Genueser, von deren Stadt die Kommune circa 50 Kilometer entfernt ist.
Nach der italienischen Klassifizierung bezüglich seismischer Aktivität wurde Fontanigorda der Zone 3 zugeordnet. Das bedeutet, dass sich die Gemeinde in einer seismisch wenig aktiven Zone befindet.

## Gemeindepartnerschaften
Fontanigorda unterhält eine Partnerschaft mit der Gemeinde Saint-Maime im Südosten Frankreichs.